# Хамуд Аль-Шеммарі
Хамуд Аль-Шеммарі (араб. حمود فليطح; нар. 26 вересня 1960) — кувейтський футболіст, що грав на позиції захисника за клуб «Казма», а також національну збірну Кувейту, у складі якої був володарем кубка Азії 1980 року та учасником чемпіонату світу 1982 року.

## Клубна кар'єра
У дорослому футболі дебютував 1980 року виступами за команду клубу «Казма», кольори якої і захищав протягом усієї своєї кар'єри гравця, що тривала шість років.

## Виступи за збірну
1980 року дебютував в офіційних матчах у складі національної збірної Кувейту. Того ж року став володарем домашнього для катарців кубка Азії 1980 року, а також був учасником футбольного турніру Олімпійських ігор 1980 року, де азійська команда подолала груповий етап, проте у чвертьфіналі мінімально з рахунком 1:2 поступилася господарям турніру, збірній СРСР.
Згодом був учасником чемпіонату світу 1982 року в Іспанії, кубка Азії 1984 року в Сінгапурі, на якому команда здобула бронзові нагороди, а також кубка Азії 1988 року в Катарі.

## Титули і досягнення
- Володар Кубка Азії: 1980
- Срібний призер Азійських ігор: 1982
- Бронзовий призер Азійських ігор: 1986
- Бронзовий призер Кубка Азії: 1984